# Antonio Alderete
Antonio Rosa Alderete (Ledesma, provincia de Jujuy, Argentina) es un exfutbolista argentino. 

## Trayectoria
Debutó en Boca de Ledesma donde jugó entre 1968 y 1972. En 1973 se incorpora al Club Atlético Gimnasia y Esgrima de Jujuy, siendo transferido a mediados de 1975 a Talleres de Córdoba. En 1980 fue cedido a préstamo a Godoy Cruz de Mendoza y al año siguiente a Gimnasia de la misma provincia. En el final de su carrera, pasó por Colegiales de Paraguay (1983), Ingenio Ledesma de Jujuy (1984) y Aurora de Cochabamba Bolivia (1988).
Fue internacional con la selección de fútbol mayor de Argentina dirigida por César Luis Menotti, el encuentro se diputó 28 de junio de 1975 frente a Bolivia en Cochabamba, donde Argentina se impuso 2 a 1 a la selección local.
Preseleccionado para el mundial de 1978, una lesión en la rodilla impidió jugar el mundial de su país, en su lugar lo hizo Oscar Alberto Ortiz. También diputo 5 encuentros con la Selección Panamericana en 1979.
Para el Club Atlético Talleres es considerado histórico y fue parte del plantel subcampeón del Torneo Nacional 1977.

## Clubes
| Club                   | País      | Año       |
| ---------------------- | --------- | --------- |
| Gimnasia y Esgrima (J) | Argentina | 1973      |
| Atlético Ledesma       | Argentina | 1974      |
| Talleres               | Argentina | 1975-1980 |
| Gimnasia y Esgrima (M) | Argentina | 1981      |
| Talleres               | Argentina | 1982      |

- Datos: Q47436414